# Bassia sedifolia
Bassia sedifolia là loài thực vật có hoa thuộc họ Dền. Loài này được (Pall.) ined. mô tả khoa học đầu tiên năm.